# Lemoiz
Lemoiz város Spanyolországban,  Bizkaia tartományban. Lemoiz Gorliz, Plentzia, Gatika, Maruri-Jatabe és Bakio községekkel határos. Lakosainak száma 1337 fő (2024).

## Népesség
A település népessége az utóbbi években az alábbiak szerint változott:
| Lakosok száma | 897  | 908  | 991  | 1028 | 1083 | 1182 | 1243 | 1238 | 1314 | 1337 |
|               | 2001 | 2004 | 2007 | 2009 | 2012 | 2014 | 2017 | 2019 | 2022 | 2024 |